# 早月大橋
早月大橋（はやつきおおはし）は、富山県滑川市中村、大島と魚津市三ケの早月川に架かる一般県道富山滑川魚津線（旧国道8号）の橋である。
早月川河口から1,400m上流地点に架かっている。上流側に国道8号魚津滑川バイパスの延槻大橋が開通するまでは、国道8号の橋であった。

## 概要
- 左岸：富山県滑川市中村、大島
- 右岸：富山県魚津市三ケ
- 橋格：一等橋[2]
- 形式：PC桁橋[3]
- 橋長：290.5 m[3]
- 幅員：車道9.5 m[3]
- 径間割：41.5 mの7径間[3]
- 上部構造：橋体はプレストレストコンクリート、橋面はアスファルトコンクリート舗装、照明は水銀灯17基[4]。
- 下部構造：（A）扶壁式基礎H鋼抗、（P）円筒型基礎井筒[3]

## 沿革
- 1960年（昭和35年）
  - 7月16日 - 建設着手[4]。
  - 9月25日 - 上部工事着工[4]。
- 1961年（昭和36年）3月31日 - 下部工完成[4]。
- 1962年（昭和37年）1月27日 - 完成[4]。